# Nigel Planer
Nigel Planer (Westminster, Londres, 22 de febrero de 1953) es un actor, guionista y novelista inglés.

## Biografía
Londinense de nacimiento, Nigel Planer estudió en la "Westminster School" en la "Sussex University". Sus primeros éxitos en el mundo del teatro se forjaron interpretando el papel de Ernesto Guevara en el musical Evita en el West End de la capital británica.
Fue uno de los miembros originales del grupo "The Comic Strip", pioneros de la comedia alternativa en el Reino Unido con quién realizaron diferentes obras. 
El papel que lo lanzaría al éxito fue el de Neil Pye en la serie de la BBC, The Young Ones. Igualmente, Nigel Planer conseguiría estar en las listas de éxito musical con una nueva versión de "Hole in My Shoe" del grupo Traffic a lo que seguirían diferentes propuestas musicales que tuvieron un éxito menor. 
Posteriormente, Planer trabajaría con la cantante Liza Goddard a "Roll Over Beethoven" y se reuniría con Rik Mayall y Adrian Edmondson, Rick y Vyvyan en The Young Ones, en la comedia de la BBC "Filthy, Rich & Catflap" emitida en 1987.

## Filmografía
- Shine On Harvey Moon
- The Young Ones (1982-1984)
- Roll Over Beethoven (1983-1984)
- The Comic Strip Presents... (1983-2000)
- Filthy, Rich & Catflap (1987)
- King & Castle (1986-1988)
- Blackeyes (1989)
- Frankenstein's Baby (1990)
- The Naked Actor/Masterclass (1991-1992)
- Carry On Columbus (1992)
- The Magic Roundabout
- Two Lumps of Ice
- Bonjour La Classe (1993)
- Sherlock Holmes (1993)
- Let's Get Divorced (1994)
- La víbora negra (1983-1989)
- The Lenny Henry Show
- French & Saunders
- The Tube
- Saturday Live Channel 4 Show
- Jonathan Creek

## Libros publicados
- The Right Man (2000) (ISBN 0-09-927227-X)
- Faking It (2003) (ISBN 0-09-940986-0)